# Жизнь (Пикассо)
«Жизнь» (фр. La Vie, Zervos I 179) — картина испанского художника Пабло Пикассо, написанная в 1903 году. Работа признана вершиной творчества «голубого периода» Пикассо. Хранится в коллекции Художественного музея Кливленда.

## Описание и история
Жизнь (La Vie) была написана в Барселоне в мае 1903 года. На картине изображена голая пара, стоящая перед матерью, которая держит на руках ребёнка, а на заднем плане комнаты (по-видимому, студии) расположены две картины: верхняя изображает обнаженную обнимающуюся пару, а нижняя, напоминающая «Скорбь» Винсента Ван Гога, — одинокого наголо обнаженного человека. Картина написана поверх другого мотива — птицелова, который нападает на лежащую обнаженную женщину, причем следы этого изображения видны невооруженным глазом. Подготовительные эскизы хранятся в различных коллекциях и музеях, среди которых: частная коллекция, Zervos инв. № XXII 44; Музей Пикассо в Париже, инв. № MPP 473; Музей Пикассо в Барселоне, инв. № MPB 101.507; инв. № MPB 101.508.
Картина была написана в то время, когда Пикассо ещё не добился финансового успеха. Она была продана французскому арт-дилеру Жану Сен-Годену всего через месяц после завершения, и о продаже упомянули в барселонской газете «Liberal».

## Интерпретация
Интерпретация загадочной композиции стала предметом многочисленных дискуссий. Мужская фигура явно похожа на друга Пикассо, художника Карлоса Касагемаса, который покончил жизнь самоубийством незадолго до того, как Пикассо создал Жизнь. Рентгеновское сканирование картины показало, что Пикассо сначала написал автопортрет, который позже заменил портретом своего друга. Этот факт и то обстоятельство, что противостояние двух пар происходит в студии, указывают на то, что на картине художник пытается решить рефлексивные вопросы. Критики соглашаются, что решающим моментом является загадочный жест в центре композиции.

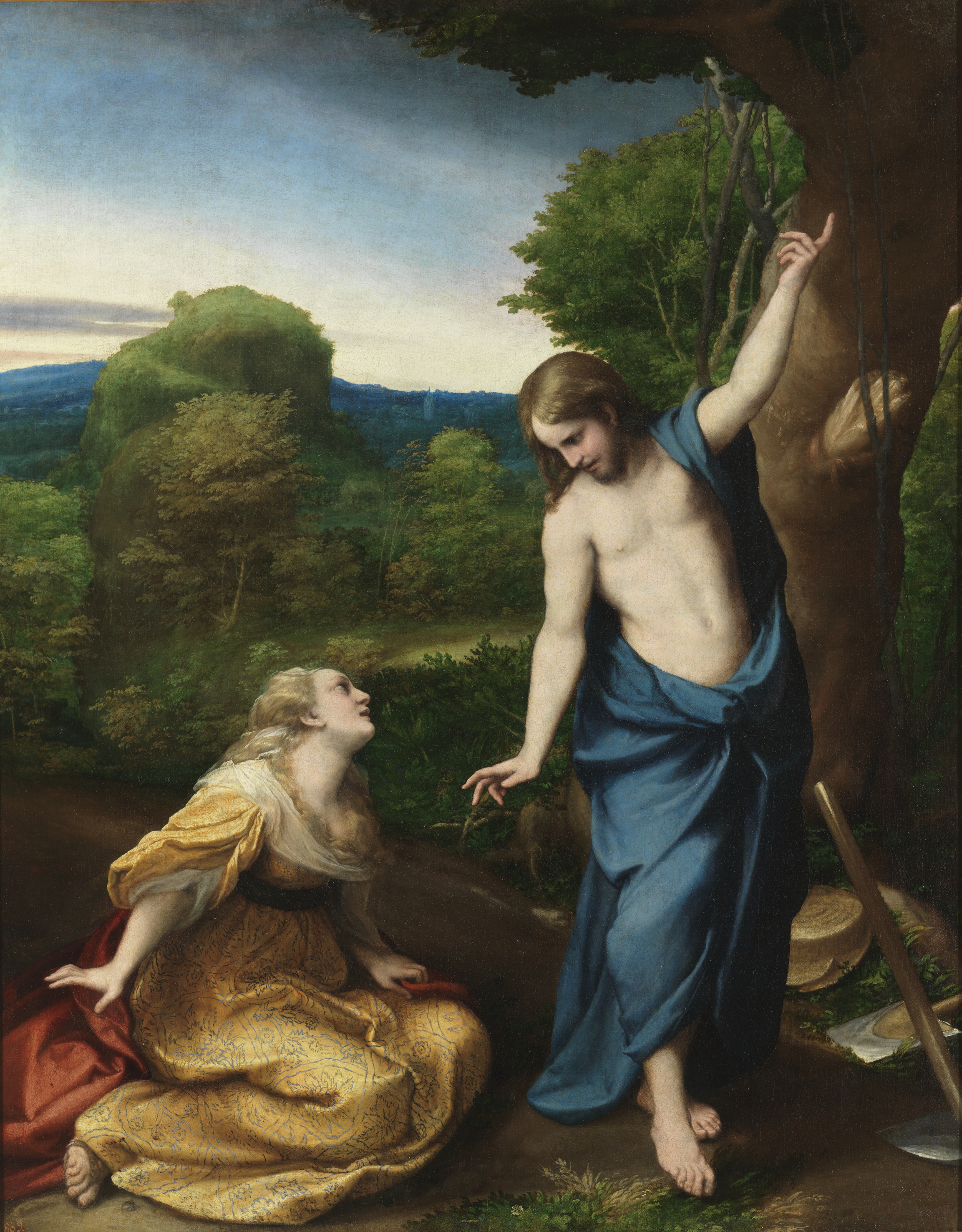
Не прикасайся ко Мне. Ок. 1525. Корреджо

В 2003 году Бехт-Йорденс и Вехмейер признали в качестве возможного источника этого жеста шедевр Корреджо Не прикасайся ко мне (Noli me tangere),  экспонируемый в Прадо, и предложили следующие интерпретации. Первая — биографическая, которая касается диадических отношений (отношений в паре) между матерью и ребёнком, а также «психической травмы и чувства вины, возникающих в результате неизбежных конфликтов» вследствие отрешенности. Вторая связана с самореферентностью относительно мессианской миссии современного художника в смысле Ницше: «его роль в мире и […] сама сущность искусства». Эти интерпретации «связаны между собой важной ролью, которую сыграла мать Пикассо», которая защищала и обожала свое дитя, таким образом создавая своего рода культ божественного ребёнка, и, восхищаясь сыном и его первыми попытками, «побуждала его следовать своим путем», укрепив его в восприятии себя как гения. Поэтому мать можно рассматривать как представителя «первой аудитории» художника, очарованной его ранним мастерством в сфере академического искусства. Но для обретения независимости личности и исполнения миссии современного художника Пикассо необходимо было отрешиться как от матери, так и от не понимающей его части аудитории, которая отвергла его обращение к современному искусству.
«В ответ на свою конфронтацию с этими трудностями Пикассо, используя дополнительные элементы, взятые из традиции христианского искусства, например тайную вечерю, воскресение, десницу, представляет себя как Создателя нового искусства и его Мессию, который пришел, чтобы унять страдания и искупить мир, как нового Спасителя, как учителя нового типа видения, освобождающего от ограничений реальности. Таким образом, картина Жизнь может быть понята как ответ на автобиографический опыт молодого Пикассо, и как собственный комментарий о его роли художника, и как аннотация к его принципиально новому искусству».